# Alfred Schöpf
Alfred Schöpf (* 10. April 1938 in München; † 6. Oktober 2018) war ein deutscher Philosoph.

## Leben
Schöpf studierte Philosophie, Pädagogik, lateinische Philologie und katholische Theologie an der Universität München. 1965 promovierte er bei Helmut Kuhn über Die Begründung der Erkenntnis bei Augustin zum Dr. phil. Der Aachener Philosoph Helmut Achilles lobte "die Klarheit und Prägnanz der Arbeit, mit der sie aus der Fülle der Augustinus-Literatur hervorsticht."
Er war seit 1977 ordentlicher Professor für Philosophie an der Universität Würzburg. Zu seinen Forschungsschwerpunkten zählten Augustinus und Sigmund Freud. Ab 1986 war er auch Psychoanalytiker. Er war einer der vier Autoren des von Otfried Höffe herausgegebenen Lexikon der Ethik. 2004 erfolgte seine Emeritierung.
Zu den Schülern von Schöpf gehören der katholische Moraltheologe Peter Fonk, Peter Prechtl, Herausgeber des Metzler Lexikon Philosophie, und Petra Herkert, Professorin für Psychologie und Management an der Hochschule Furtwangen.

## Werke (Auswahl)
- Sigmund Freud. Verlag C. H. Beck, München 1982, ISBN 3-406-08502-4. - Erweiterter Neudruck: Sigmund Freud und die Philosophie der Gegenwart. Verlag Königshausen & Neumann, Würzburg 1998, ISBN 3-8260-1422-7.
- Philosophische Anthropologie, Sozialanthropologie und Kulturanthropologie. In: Leo Roth (Hrsg.): Pädagogik. Handbuch für Studium und Praxis. Ehrenwirth Verlag, München 1991, ISBN 3-431-03024-6, S. 87–98.
- Unbewusste Kommunikation. Der interne Diskurs des Gewissens und der externe der Gesellschaft. Passagen Verlag, Wien 2001, ISBN 3-85165-485-4.
- Die Wiederkehr der Rache. Eine Hermeneutik der Macht. Verlag Königshausen & Neumann, Würzburg 2005, ISBN 3-8260-3061-3.
- Philosophische Grundlagen der Psychoanalyse. Eine wissenschaftshistorische und wissenschaftstheoretische Analyse. Kohlhammer Verlag, Stuttgart 2014, ISBN 978-3-17-022272-4